# Romantica
Romantica utkom 2 april 2002 och är ett studioalbum av det svenska dansbandet Vikingarna, där de sjunger på tyska och kallar sig "Vikinger". Sångmaterialet består av sånger tidigare inspelade på främst svenska mellan 1988 och 2001.

## Låtlista
1. Romantica
2. Wenn du fühlst was ich fühl
3. Auch wenn der Wind sich dreht
4. Nur der Wind
5. Menschlichkeit
6. Verbot'ne Liebe
7. Alles was ich brauch
8. Mit einem Lächeln
9. Dieser Sommer mit dir
10. Träum mit mir durch die Sommernacht
11. Die Strasse der Sehnsucht
12. Hals über Kopf
13. Drei rote Rosen
14. Die Zeit war Schön